# Hutchison Whampoa
Hutchison Whampoa Limited (HWL, 和記黃埔有限公司), SEHK: 0013, från Hongkong, var ett av de största företagen på Hong Kong Stock Exchange och en av de största containerhamnföretagen i världen. 
Hutchison Whampoa fusionerades 2015 med sin huvudägare Cheung Kong Holdings till CK Hutchison Holdings Limited. Tillsammans med svenska Investor ägde Hutchison Whampoa mobiloperatören "3", Hi3G Access AB.

## Historik
Hutchison Whampoa har sitt ursprung i två olika företag, som grundades på 1800-talet: Hong Kong and Whampoa Dock grundades 1863 av den brittiske handelsmannen John Duflon Hutchison och Hutchison International grundades 1877.
På 1960-talet skaffade sig Hutchison International en kontrollpost i Hong Kong and Whampoa Dock, och 1977 köpte det hela företaget och bildade det sammanslagna Hutchison Whampoa Limited. Detta hamnade dock snart i ekonomiska problem och räddades av Hongkong and Shanghai Banking Corporation, som köpte en andel på 22 %. HSBC sålde sedan i september 1979 sin andel till Cheung Kong Holdings. 